# Lech Boguszewicz
Lech Felicjan Boguszewicz (ur. 27 sierpnia 1938 w Wilnie, zm. 9 sierpnia 2010 w Gdańsku) – polski lekkoatleta, długodystansowiec.

## Życiorys
Syn Jana i Konstancji Jarmuszewicz. Absolwent V Liceum Ogólnokształcącego w Gdańsku (1956) oraz Wydziału Budownictwa Wodnego Politechniki Gdańskiej (1965). W latach 1968–82 pełnił funkcję wiceprezesa zarządu do spraw inwestycji i budownictwa oraz prezesa sekcji lekkoatletycznej Spójni Gdańsk, później był prezesem Pomorskiej Rady Olimpijskiej w Gdańsku. Przez wiele lat był dyrektorem w Gdańskiej Dyrekcji Rozbudowy Miast i Osiedli Wiejskich oraz Miejskiego Ośrodka Sportu i Rekreacji w Gdańsku. Realizator i inicjator modernizacji Stadionu Leśnego w Sopocie.

## Kariera sportowa
Startował w biegach średnio- i długodystansowych. Siódmy zawodnik uniwersjady w Sofii (1961) w biegu na 1500 metrów. Największe sukcesy odniósł startując w biegu na 5000 metrów, który czternastokrotnie przebiegł w czasie poniżej 14 minut. Zajął na tym dystansie czwarte miejsce na mistrzostwach Europy w Belgradzie w 1962, przegrywając ze złotym medalistą (Brytyjczykiem Tullohem) o 3 sekundy. Startował także na 5000 m na igrzyskach olimpijskich w Tokio w 1964. W drugim biegu eliminacyjnym Boguszewicz zajął 4. miejsce w stawce 13 zawodników, jego wynik (13:52,8) był 7. rezultatem całych eliminacji, jednak awans uzyskiwało jedynie trzech pierwszych biegaczy z każdego biegu i Polak nie awansował do finału.
W 1964 został mistrzem Wielkiej Brytanii (Amateur Athletics Association) w biegu na 3 mile. W rozegranym w Londynie biegu Boguszewicz zwyciężył z czasem 13:24,42, wyprzedzając Witolda Barana i mistrza Europy z 1962 Bruce’a Tulloha.
Czterokrotnie zdobył złote medale mistrzostw Polski:
- bieg na 5000 metrów – 1961, 1963 i 1964
- bieg przełajowy (5 km) – 1965.

3 czerwca 1966 zajął 3. miejsce w rozgrywanym we francuskim Lorient biegu na 5000 metrów ustanawiając rekord Polski na tym dystansie – 13:44,4. Ten rezultat jest aktualnym rekordem klubu SKLA Sopot.
W latach 1961–1968 24-krotnie reprezentował Polskę w meczach międzypaństwowych (6 zwycięstw indywidualnych w 25 występach).
Dwukrotnie sklasyfikowany w czołowej dziesiątce corocznego światowego rankingu Track & Field News (w obu przypadkach w biegu na 5000 metrów) (1962 – 8. miejsce & 1963 – 5. miejsce).
Zaliczany do Wunderteamu.
Został pochowany na cmentarzu Oliwskim w Gdańsku (kwatera 17-8-1).

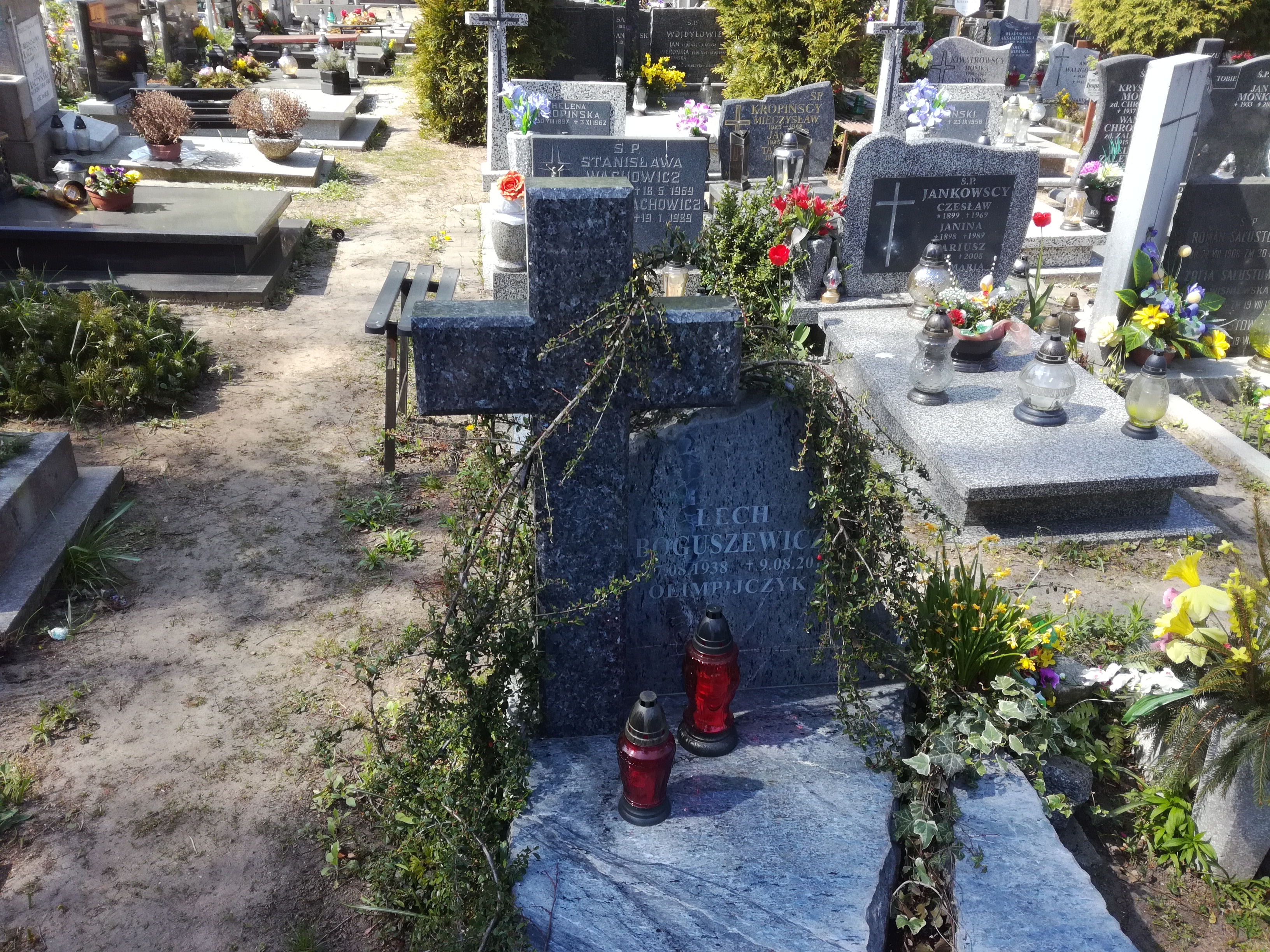
Grób Lecha Boguszewicza na cmentarzu Oliwskim

## Rekordy życiowe
- Bieg na 800 metrów – 1:51,7 (1958)
- Bieg na 1000 metrów – 2:24,6 (1968)
- Bieg na 1500 metrów – 3:43,4 (1961)
- Bieg na 3000 metrów – 7:55,6 (1963)
- Bieg na 5000 metrów – 13:44,3 (1966)
- Bieg na 10 000 metrów – 29:30,8 (1967)

## Progresja wyników

### Bieg na 1500 m
| Rok      | 1956   | 1957   | 1958   | 1959   | 1960   | 1961   | 1962   | 1963   | 1964   | 1965   | 1966   | 1967   | 1968   |
| Rezultat | 4:04,6 | 3:59,3 | 3:49,9 | 3:54,5 | 3:48,8 | 3:43,4 | 3:45,7 | 3:44,0 | 3:45,5 | 3:44,9 | 3:49,7 | 3:46,5 | 3:45,0 |

### Bieg na 3000 m
| Rok      | 1957   | 1959   | 1960   | 1961   | 1962   | 1963   | 1964   | 1965   | 1966   | 1967   | 1968   |
| Rezultat | 8:41,6 | 8:24,0 | 8:10,6 | 8:05,8 | 8:01,0 | 7:55,6 | 7:57,6 | 8:01,4 | 7:57,2 | 8:00,0 | 8:11,0 |

### Bieg na 5000 m
| Rok      | 1960    | 1961    | 1962    | 1963    | 1964    | 1965    | 1966    | 1967    | 1968    |
| Rezultat | 14:11,4 | 14:02,6 | 13:53,6 | 13:51,2 | 13:51,0 | 13:46,6 | 13:44,6 | 14:00,0 | 14:01,2 |

## Przynależność klubowa
- Spójnia Gdańsk (1956)
- LKS Sopot (1957–1959)
- SLA Sopot (1960–1965)
- Spójnia Gdańsk (1966–1968)